# 3779 Кифер
3779 Кифер (енгл. 3779 Kieffer) је астероид главног астероидног појаса чија средња удаљеност од Сунца износи 2,636 астрономских јединица (АЈ).
Апсолутна магнитуда астероида је 11,4.